# Eric Dane
Eric William Dane (San Francisco, 9 novembre 1972) è un attore statunitense noto per i ruoli di Jason Dean in Streghe, del Dr. Mark Sloan in Grey's Anatomy e dell’ammiraglio della Marina Militare Statunitense Tom Chandler in The Last Ship.

## Biografia
Nato a San Francisco, si trasferisce a Los Angeles in cerca di fortuna, debutta nel 1991 in un episodio di Bayside School, in seguito alterna apparizioni in alcuni film tv a piccole parti in serie TV come Sposati... con figli e Pappa e ciccia.
Dal 2003 al 2004, per due stagioni, interpreta Jason Dean in Streghe; inoltre prende parte ai film Feast, Alla deriva - Adrift e X-Men - Conflitto finale, in quest'ultimo interpreta Jamie Madrox detto anche Uomo Multiplo.
Nel 2006 appare come guest star in Grey's Anatomy, interpretando il Dr. Mark Sloan, soprannominato "Dottor Bollore". Visto l'alto gradimento del pubblico per il suo personaggio, diventa parte integrante del cast a partire dalla terza stagione fino al 2012, anno in cui l'attore uscirà di scena. Nel 2008 recita al fianco di Owen Wilson e Jennifer Aniston nella commedia Io & Marley.
Nel 2009 fa parte del nutrito cast del film Appuntamento con l'amore (a fianco del suo già collega Patrick Dempsey), diretto da Garry Marshall uscito nel 2010.
Dal 2014 fino al 2018 è il protagonista della serie d'azione The Last Ship nel ruolo del comandante della Marina Militare Tom Chandler.

### Vita privata
Dopo le relazioni con Alyssa Milano e Lara Flynn Boyle, nel 2004 si è sposato con l'attrice Rebecca Gayheart. Il 3 marzo 2010 è nata la loro primogenita Billie Beatrice. La seconda figlia, Georgia Geraldine, è nata il 28 dicembre 2011. Nel 2018 Eric e Rebecca decidono di divorziare di comune accordo. Nell'aprile del 2025 l'attore rivela in un'intervista di essere affetto da SLA.

## Filmografia

### Cinema
- Costretta al silenzio (Serving in Silence: The Margarethe Cammermeyer Story), regia di Jeff Bleckner - film TV (1995)
- The Basket, regia di Rich Cowan (1999)
- Sol Goode, regia di Danny Comden (2003)
- Feast, regia di John Gulager (2005)
- X-Men - Conflitto finale (X-Men: The Last Stand), regia di Brett Ratner (2006)
- Alla deriva - Adrift (Open Water 2: Adrift), regia di Hans Horn (2006)
- Io & Marley (Marley & Me), regia di David Frankel (2008)
- Appuntamento con l'amore (Valentine's Day), regia di Garry Marshall (2010)
- Burlesque, regia di Steve Antin (2010)
- American Carnage, regia di Diego Hallivis (2022)
- Riscatto d'amore (Redeeming Love), regia di D.J. Caruso (2022)
- Americana, regia di Tony Tost (2023)
- Bad Boys: Ride or Die, regia di Adil El Arbi e Bilall Fallah (2024)

### Televisione
- Bayside School (Saved by the Bell) - serie TV, episodio 3x04 (1991)
- Renegade - serie TV, episodio 1x05 (1992)
- Blue Jeans (The Wonder Years) - serie TV, episodio 6x16 (1993)
- Sposati... con figli (Married... with Children) - serie TV, episodio 9x26 (1995)
- Seduced by Madness: The Diane Borchardt Story, regia di John Patterson - miniserie TV (1996)
- Due poliziotti a Palm Beach (Silk Stalkings) - serie TV, episodio 5x21 (1996)
- Pappa e ciccia (Roseanne) - serie TV, episodio 8x18 (1996)
- Crisis Center - serie TV, episodio 1x03 (1997)
- Zoe, Duncan, Jack & Jane - serie TV, episodio 2x04 (2000)
- Boston Hospital (Gideon's Crossing) - serie TV, 4 episodi (2001)
- Ball & Chain, regia di Todd Holland - film TV (2001)
- The American Embassy - serie TV, episodi 1x02-1x03-1x04 (2002)
- Streghe (Charmed) - serie TV, 9 episodi (2003-2004)
- Helter Skelter, regia di John Gray - film TV (2004)
- Las Vegas - serie TV, episodi 2x01-2x02 (2004)
- Painkiller Jane, regia di Sanford Bookstaver - film TV (2005)
- Grey's Anatomy - serie TV, 136 episodi (2006-2012, 2021) - Mark Sloan
- Amore in sciopero (Wedding Wars), regia di Jim Fall - film TV (2006)
- Private Practice - serie TV, episodi 2x16-3x11 (2009-2010) - Mark Sloan
- The Last Ship – serie TV, 56 episodi (2014-2018)
- Euphoria – serie TV (2019-in corso)
- Countdown - serie TV (2025-in corso)

## Doppiatori italiani
Nelle versioni in italiano delle opere in cui ha recitato, Eric Dane è stato doppiato da:
- Francesco Prando in Grey's Anatomy, Burlesque, Appuntamento con l'amore, Private Practice, The Last Ship , Countdown
- Alberto Caneva in Streghe
- Alessio Cigliano in Euphoria
- Davide Marzi in X-Men: Conflitto finale
- Fabrizio Manfredi in Alla deriva
- Franco Mannella in Io e Marley
- Vittorio Guerrieri in Boston Hospital
- Stefano Thermes in Bad Boys: Ride or Die
- Claudio Pascoli in Riscatto d'amore